# Kuntsavärri
Kuntsavärri är en kulle i Finland.   Den ligger i den ekonomiska regionen Norra Lappland och landskapet Lappland, i den norra delen av landet, 1 000 km norr om huvudstaden Helsingfors. Toppen på Kuntsavärri är 361 meter över havet.
Terrängen runt Kuntsavärri är huvudsakligen platt.  Trakten runt Kuntsavärri är nära nog obefolkad, med mindre än två invånare per kvadratkilometer. Det finns inga samhällen i närheten. Omgivningarna runt Kuntsavärri är i huvudsak ett öppet busklandskap.